# Green Bay Packers 1941
La stagione 1941 dei Green Bay Packers è stata la 21ª della franchigia nella National Football League. La squadra, allenata da Curly Lambeau, ebbe un record di 10-1, terminando prima a pari merito con i Chicago Bears nella NFL Western division. Fu così necessario uno spareggio per decretare chi avrebbe affrontato i New York Giants in finale. A vincere furono i Bears per 33-14, nel primo incontro nei playoff tra le due arcirivali. Il secondo sarebbe stato 69 anni dopo in finale di conference, il 22 gennaio 2011. 

## Calendario
| Stagione regolare |              |                        |           |
| Turno             | Data         | Avversario             | Risultato |
| 1                 | 14 settembre | Detroit Lions          | V 23–0    |
| 2                 | 21 settembre | Cleveland Rams         | V 24–7    |
| 3                 | 28 settembre | Chicago Bears          | S 17–25   |
| 4                 | 5 ottobre    | Chicago Cardinals      | V 14–13   |
| 5                 | 12 ottobre   | Brooklyn Dodgers       | V 30–7    |
| 6                 | 19 ottobre   | at Cleveland Rams      | V 17–14   |
| 7                 | 26 ottobre   | at Detroit Lions       | V 24–7    |
| 8                 | 2 novembre   | at Chicago Bears       | V 16–14   |
| 9                 | 16 novembre  | Chicago Cardinals      | V 17–9    |
| 10                | 23 novembre  | at Pittsburgh Steelers | V 54–7    |
| 11                | 30 novembre  | at Washington Redskins | V 22–17   |

### Playoff
| Playoff    |             |                  |           |
| Turno      | Data        | Avversario       | Risultato |
| Divisional | 14 dicembre | at Chicago Bears | S 14–33   |

## Classifiche
| NFL Western Division |   |   |   |      |       |     |     |     |
|                      | V | S | P | %    | DIV   | PF  | PS  | STR |
| Chicago Bears        | 8 | 3 | 0 | .727 | 6–2   | 238 | 152 | V2  |
| Green Bay Packers    | 6 | 4 | 1 | .600 | 4–3–1 | 238 | 155 | P1  |
| Detroit Lions        | 5 | 5 | 1 | .500 | 4–3–1 | 138 | 153 | S1  |
| Cleveland Rams       | 4 | 6 | 1 | .400 | 2–5–1 | 171 | 191 | P1  |
| Chicago Cardinals    | 2 | 7 | 2 | .222 | 2–5–1 | 139 | 222 | S3  |

Nota:  i pareggi non venivano conteggiati ai fini della classifica fino al 1972.